# Simulium bovis
Simulium bovis är en tvåvingeart som beskrevs av Meillon 1930. Simulium bovis ingår i släktet Simulium och familjen knott. Inga underarter finns listade i Catalogue of Life.